# Clayton Jacobson II
Clayton Jacobson II (Portland, 12 ottobre 1933 – Byron Bay, 18 agosto 2022) è stato un inventore statunitense, inventore della moto d'acqua tipo Jet Ski.

## Biografia

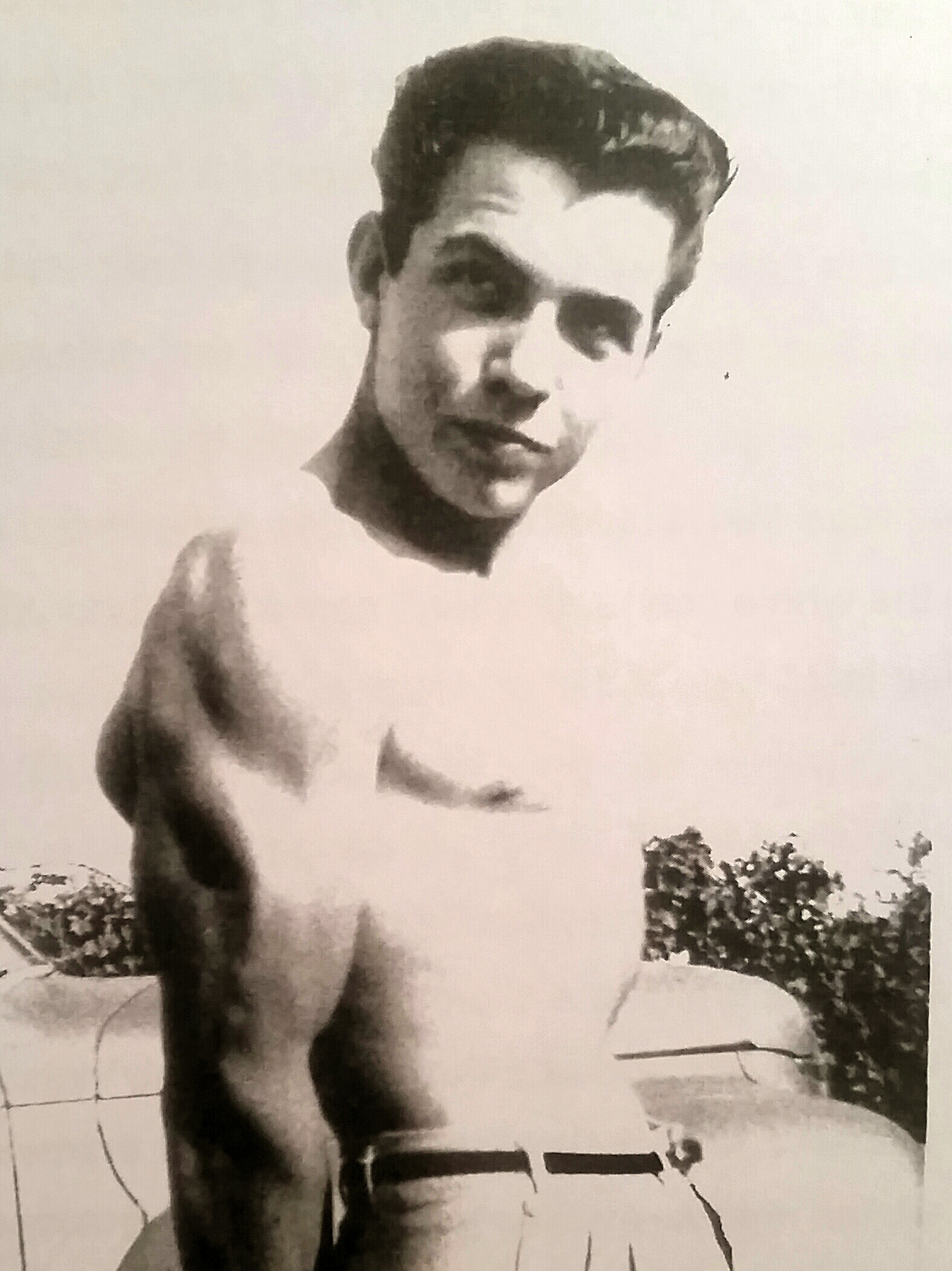
Jacobson da giovane

Clayton Jacobson II aveva origini norvegesi. La famiglia Jacobson si spostò negli anni trenta verso la costa orientale degli USA provenienti da Northfield (Minnesota), dopo l'immigrazione dalla Norvegia.
Clayton Junior Jacobson o Clayton Jacobson II nacque al Multnomah County Hospital di Portland da Clayton Jacobson e dalla moglie Sarah Fauntelle Shrock.
A metà degli anni quaranta, Jacobson e la famiglia con la sorella Carmen, si trasferirono in sud California.
Studiando fisica e ingegneria alla Manual Arts High School e al Los Angeles City College, Jacobson passava il suo tempo libero praticando bodybuilding, street racing e lavorando in un garage.
Affascinato dal volo, Jacobson entrò come riservista nel United States Marine Corps Reserve (Air Corps) lavorando a stretto contatto con jet della Los Alamitos Army Airfield (Los Alamitos Naval Airstation) imparando disegno tecnico e motoristica.
Jacobson lavorò per un breve periodo nella distribuzione commerciale alimentare, nell'ambiente conobbe la sua futura moglie Dianne; ebbero quattro figli, Karen, Margo, Clayton III e Tava.
Jacobson lasciò l'occupazione per lavorare con il padre di Diane nel savings and loan. Si spostò con la famiglia a Palos Verdes e si occupò a tempo pieno di motocross.

### L'invenzione del Jet Ski

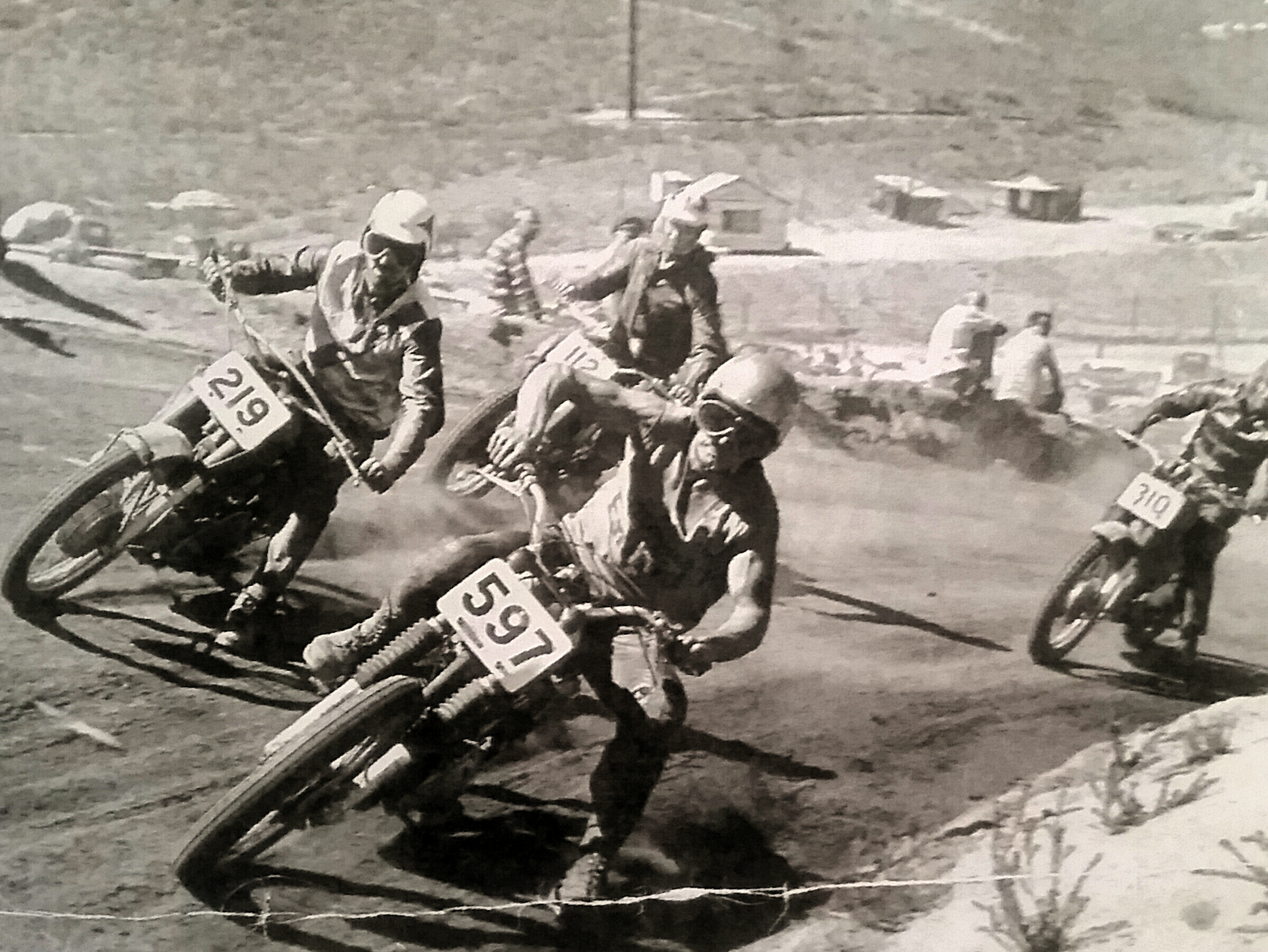
Jacobson con il numero di gara 597, il giorno dell'idea del Jet Ski

Durante gli anni '60 Jacobson divenne un vero pilota da motocross, facilmente lo si trovava nel deserto del Mojave correndo.
Un giorno, dopo una caduta, Jacobson si riposò in un canale d'irrigazione con un amico, bevendo birra; lamentandosi e ideando come potesse essere possibile un modo diverso di divertirsi senza farsi male cadendo dalla motocicletta al suolo.
La stessa notte Jacobson schizzò la "motorcycle for the water", che all'epoca sembrava una sci d'acqua motorizzato.

## Lo sviluppo del Personal Water Craft

### Stand-up

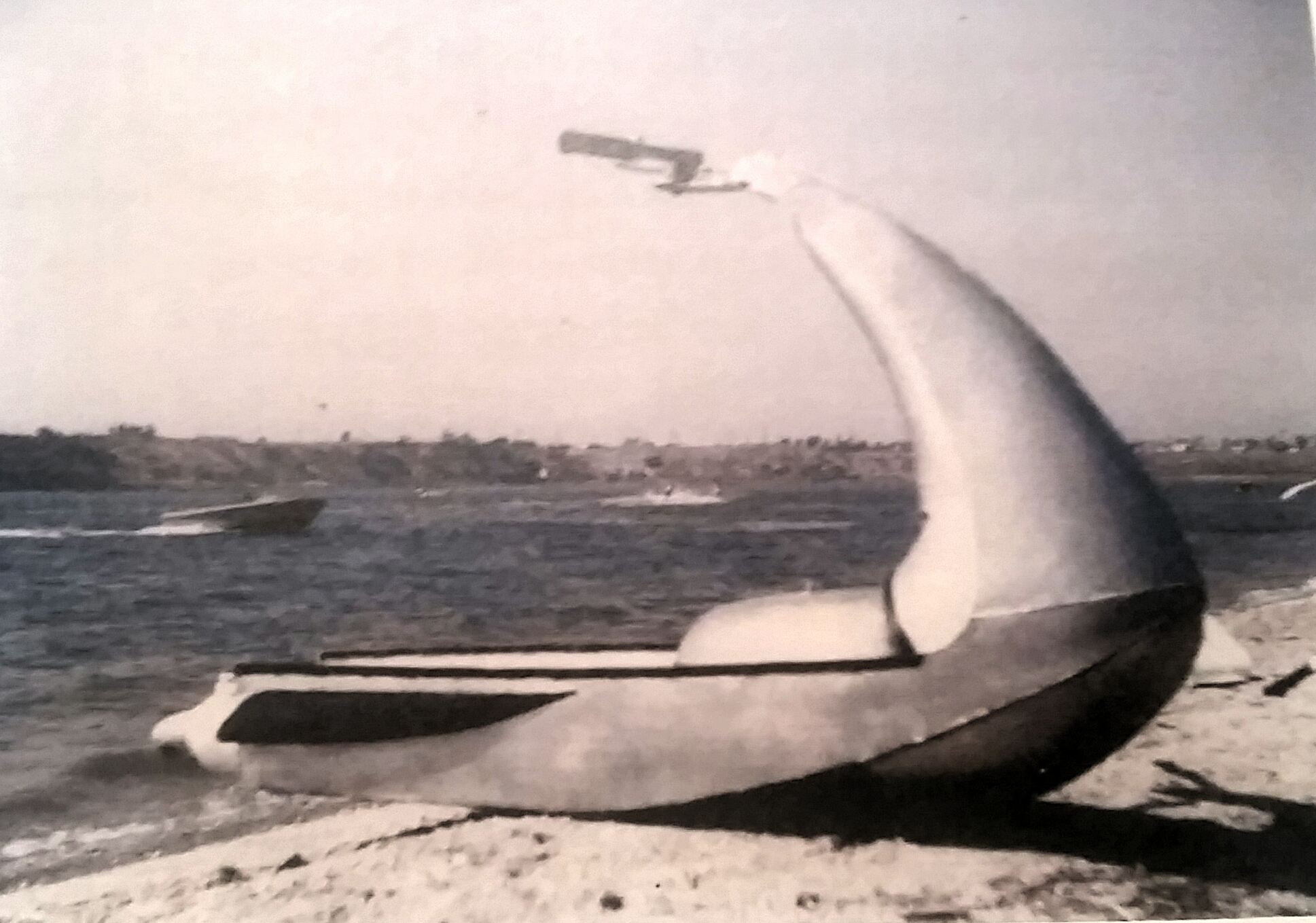
Il primo prototipo stand-up del 1965

Il primo prototipo fu realizzato nel 1965 con denaro dello stesso Jacobson. Il manubrio fisso, e lo scafo furono il alluminio e la motorizzazione fu un Westbend due tempi che azionava una pompa a getto Berkeley.
Un secondo prototipo venne realizzato nel 1966, attirando l'attenzione di un noto costruttore di motoslitte, Bombardier Recreational Products; e proponendo una produzione su licenza a Jacobson per la versione sit-down, il mezzo sarebbe divenuto lo Sea-Doo.
Jacobson costruì dodici prototipi in totale. Brevettando altri sistemi di tipo stand-up tra gli anni '60 e '70.

### Sit-down

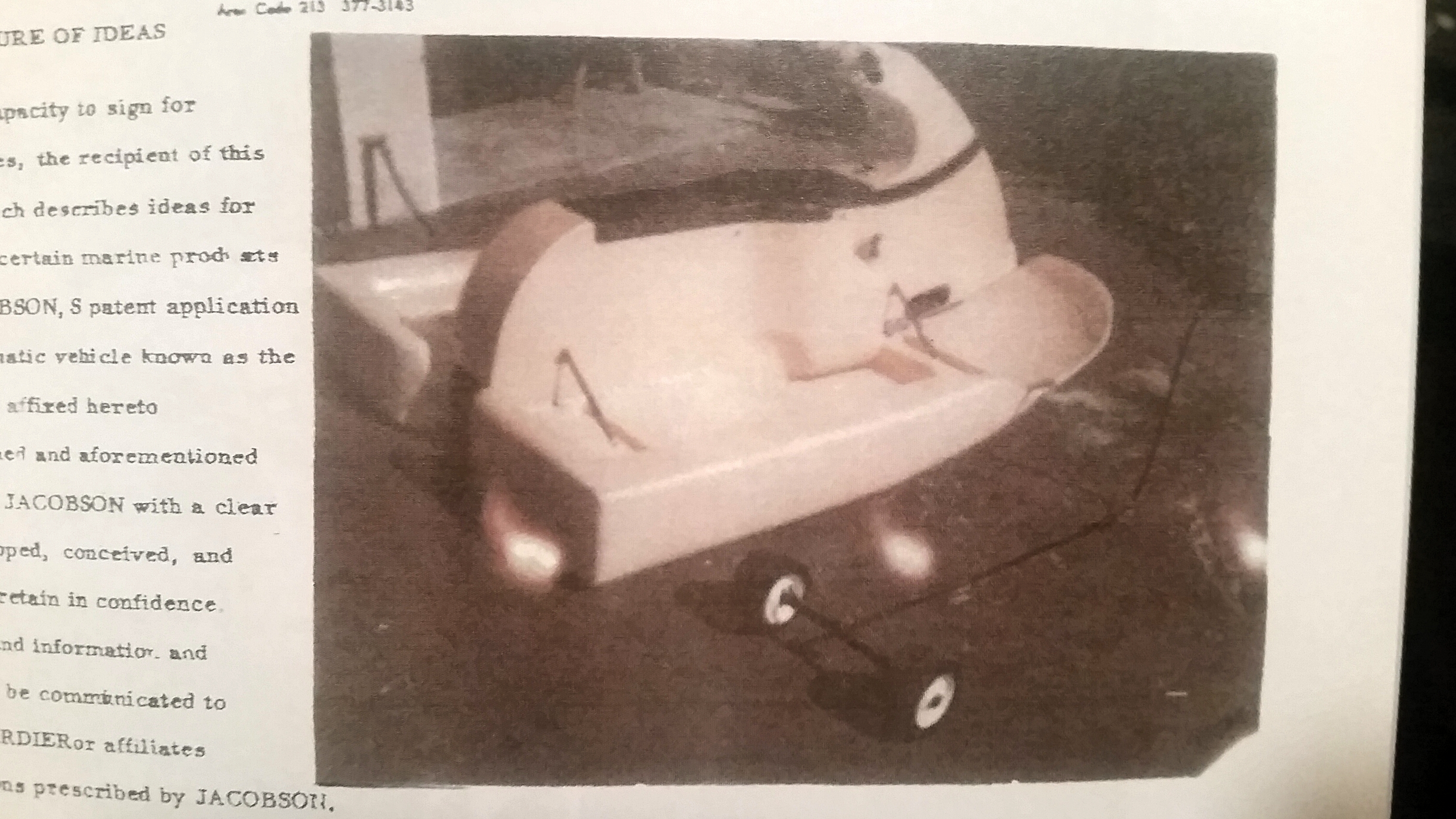
Sit-down prototipo

Lo sviluppo del sit-down utilizzò un motore 320cc Rotax. Il Rotax richiedeva un raffreddamento ad aria notevole e Jacobson sviluppò una nuova superficie per il nuovo sit-down.
Jacobson fece domanda di brevetto per il modello sit-down nel febbraio 1968 e lo ricevette nel febbraio 1969.

## Licenze

### Bombardier
Bombardier fece un contratto con Jacobson per poter utilizzare i brevetti del PWC sit-down e produrre il Sea-Doo, prodotto dal 1968 al 1970.

### Kawasaki
Jacobson fu interdetto fino al 1971 per la stipulazione di altri contratti con altri costruttori da Bombardier. Alla scadenza dell'accordo poté stipulare un nuovo contratto con Kawasaki per il modello stand-up.
Il prototipo di Jacobson a quell'epoca era il numero 7. Kawasaki introdusse il Jet Ski nel 1973.
Nel 1976 Kawasaki interruppe l'accordo con Jacobson unilateralmente e si aprì una disputa legale per l'esclusività della licenza.

### Yamaha
Nel 1986 Jacobson stipulò un accordo con Yamaha Motor Company, come consulente per la divisione water vehicle. L'accordo prevedeva royalties sul Yamaha SuperJet.